# Porojna
Porojna (Bulgaars: Поройна) is een dorp in Bulgarije. Het dorp is gelegen in de gemeente Parvomaï, oblast Plovdiv. Het dorp ligt hemelsbreed ongeveer 34 km ten zuidoosten van Plovdiv en 165 km ten zuidoosten van de hoofdstad Sofia. 

## Bevolking
Op 31 december 2020 telde het dorp Porojna 148 inwoners. Het aantal inwoners vertoont al tientallen jaren een dalende trend: in 1946 had het dorp nog 543 inwoners.
| Bevolkingsontwikkeling van Porajna tussen 1934 en 2020 |
| ------------------------------------------------------ |
|                                                        |
| Bron: Nationaal Statistisch Instituut van Bulgarije    |

Het dorp wordt grotendeels bewoond door etnische Bulgaren, maar er is ook een substantiële minderheid van Roma. In de volkstelling van 2011 identificeerden 100 van de 133 ondervraagden zichzelf met de "Bulgaarse etniciteit", oftewel 75% van alle ondervraagden. De overige ondervraagden identificeerden zichzelf vooral als "Roma" (29 personen, of 21%).
| Etnische samenstelling van de respondenten (2011) | Etnische samenstelling van de respondenten (2011) | Etnische samenstelling van de respondenten (2011) | Etnische samenstelling van de respondenten (2011) | Etnische samenstelling van de respondenten (2011) |
| ------------------------------------------------- | ------------------------------------------------- | ------------------------------------------------- | ------------------------------------------------- | ------------------------------------------------- |
|                                                   |                                                   |                                                   |                                                   |                                                   |
| Bulgaren                                          | Bulgaren                                          |                                                   | 75,2%                                             | 75,2%                                             |
| Turken                                            | Turken                                            |                                                   | 2,3%                                              | 2,3%                                              |
| Roma                                              | Roma                                              |                                                   | 21,8%                                             | 21,8%                                             |
| Anders/Onbekend                                   | Anders/Onbekend                                   |                                                   | 0,7%                                              | 0,7%                                              |